# Dulcibella
Dulcibella camanchaca es una especie de crustáceo anfípodo descubierta en la Fosa de Atacama, a profundidades cercanas a los 8,000 m (26,000 pies) en el Océano Pacífico Sur, cerca de Chile. Mide aproximadamente 4 cm (1.6 pulgadas) de largo y es un anfípodo depredador adaptado a las condiciones extremas de la zona hadal, lo que lo convierte en uno de los depredadores de mayor profundidad identificados hasta la fecha.

## Taxonomía
Dulcibella camanchaca pertenece a la familia Eusiridae y fue descrita formalmente en 2024 por las biólogas marinas Johanna Weston y Carolina González. El nombre del género, Dulcibella, se deriva de Dulcinea, un personaje de Don Quijote, en consonancia con la tradición de nombrar anfípodos en honor a figuras literarias. El epíteto de la especie, camanchaca, proviene de una palabra andina que significa "oscuridad", en referencia a su hábitat en aguas profundas.

## Descubrimiento
La especie fue descubierta durante una expedición oceanográfica en 2023 dentro del sistema de observación oceánica profunda (Integrated Deep-Ocean Observing System, IDOOS), que investigaba la biodiversidad de la Fosa de Atacama. El equipo de investigación utilizó tecnología avanzada de exploración de aguas profundas para recolectar especímenes desde casi 8,000 metros de profundidad. Se obtuvieron cuatro ejemplares de la especie. La identificación de D. camanchaca como una nueva especie fue confirmada mediante análisis de ADN y un examen morfológico detallado.
Este descubrimiento ha contribuido al reconocimiento de la Fosa de Atacama como una región de alta biodiversidad y endemismo.

## Morfología y comportamiento
Dulcibella camanchaca es más grande que la mayoría de los anfípodos que habitan en profundidades similares. Presenta un comportamiento depredador, utilizando apéndices especializados para capturar y consumir crustáceos más pequeños. Estas adaptaciones sugieren un papel ecológico como depredador activo en la zona hadal.

## Importancia
La identificación de D. camanchaca resalta la importancia ecológica de la Fosa de Atacama y el potencial para futuros descubrimientos en entornos de aguas profundas. La exploración continua de estas regiones podría proporcionar información valiosa sobre las adaptaciones y biodiversidad de los organismos que habitan en condiciones extremas.